# Nepalíes

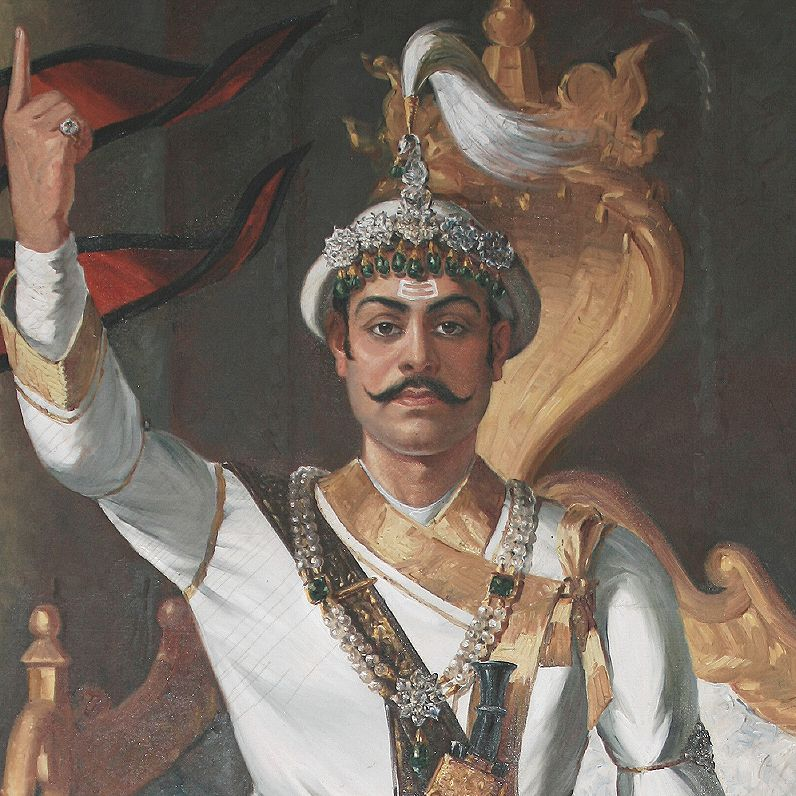
Rey Prithvi Narayan Shah de Nepal Unificado

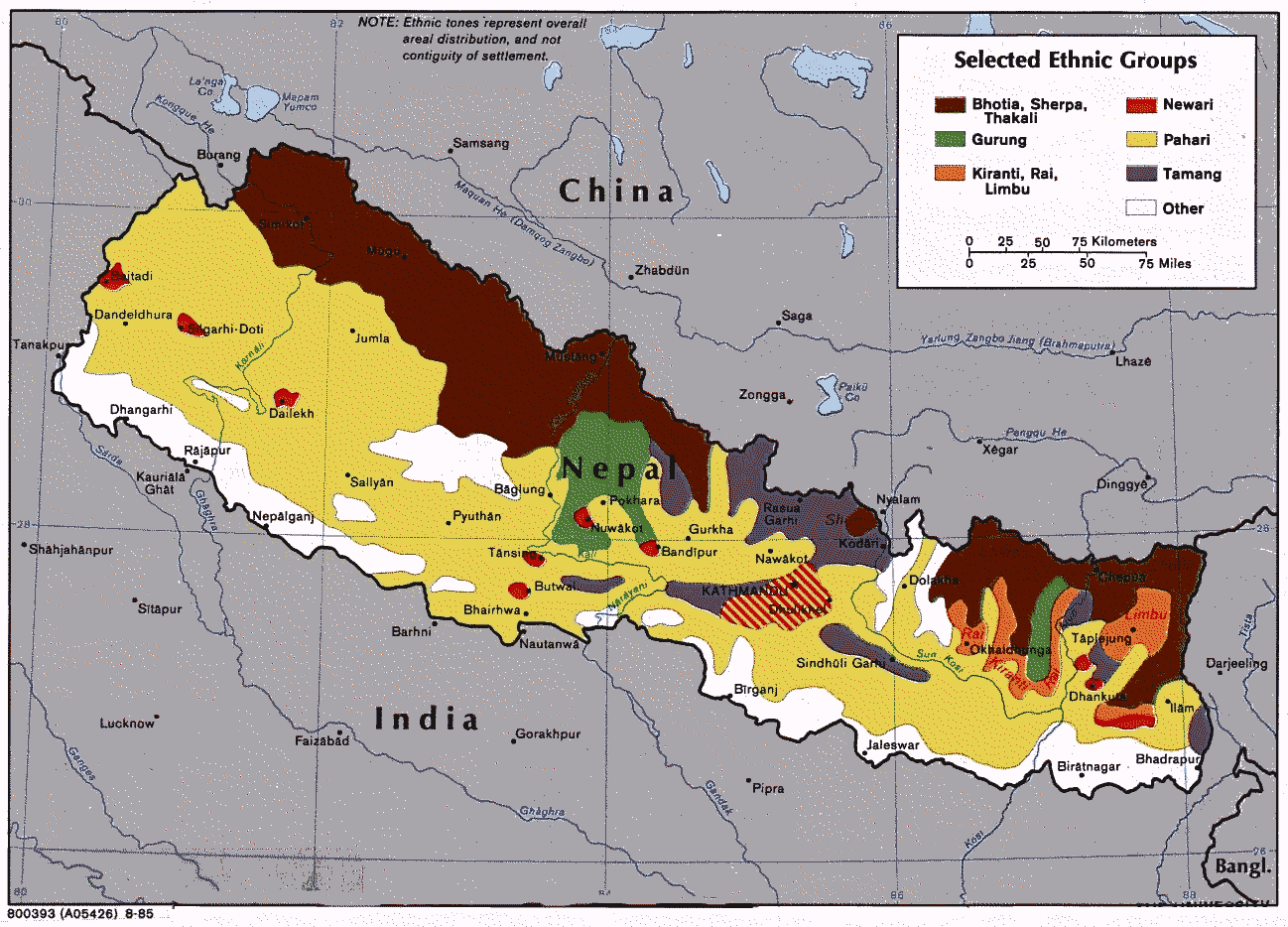
Mapa étnico de Nepal

Los nepalíes o nepaleses (en nepalí: नेपाली गण) son los ciudadanos indo-arios y chino-tibetanos de Nepal según las disposiciones de la ley de nacionalidad nepalí. El país alberga personas de orígenes nacionales diferentes. Como resultado, la gente de Nepal no equipara su nacionalidad con la etnia y el idioma, sino con la ciudadanía y la lealtad. Aunque los ciudadanos constituyen la mayoría de los nepaleses, los residentes no ciudadanos, los ciudadanos con doble ciudadanía y los expatriados también pueden reclamar una identidad nepalesa. Los nepalíes también pueden ser descendientes de inmigrantes del Tíbet, así como de partes de Birmania y Yunnan, y sus orígenes pueden llegar hasta Asia Central, junto con los pueblos indígenas.
Nepal es un país multicultural y multiétnico. El Valle de Katmandú, constituye una pequeña fracción del área del país, pero es el más densamente poblado, con casi el 5% de la población del país.

## Hablantes nativos de nepalí
Hay alrededor de 16 millones de hablantes nativos del idioma nepalí, que incluye alrededor de 12 millones en Nepal, tres millones en la India y alrededor de un millón más, incluidas las poblaciones de Bután y otros países de la región, así como la diáspora nepalí en todo el mundo.[cita requerida]

## Otros
Otras personas que no son ni ciudadanos ni nacionales de Nepal ni hablantes nativos del idioma nepalí, también pueden ser denominados nepalíes, según su conexión con el país o el idioma nepalí. Las personas que pertenecen a grupos étnicos que se encuentran en Nepal y que utilizan el nepalí como lengua nativa, y otros descendientes del pueblo de Nepal o hablantes del idioma nepalí también se conocen como nepalíes.[cita requerida]